# ベルギー・プロ・リーグ2009-2010
ジュピレル・プロリーグ2009-2010はベルギー最上位サッカーリーグリーグの第107シーズン目である。RSCアンデルレヒトが30回目の優勝を決めた。

## 概要
今季からレギュラーシーズンに加えてプレーオフが導入された。レギュラー上位グループは優勝とCL出場権を争うプレーオフ1、それに続く中位グループはEL出場権を争うプレーオフ2に進出する。今季は残留争いに関して1部リーグ内でのPOは導入せず、かつて行われていたレギュラー15位と2部リーグ「EXQIリーグ」のクラブが対戦する昇降格プレーオフが復活し、16位 (レギュラー最下位)は自動降格する。このプレーオフ導入と16クラブ制移行はベルギーのプロサッカークラブ連合組織プロ・リーグによって提案され、2008年5月17日にベルギーサッカー協会によって正式承認された。

## リーグ改革
ボスマン判決前後から続くベルギーのクラブチームの国際大会での成績低迷を打破するため、2000年代後半から様々な改革が行われてきた。まずベルギーサッカー協会は一歩引いた立場から運営に携わるようになり、代わってサッカービジネスの最前線にいる各クラブ経営者たちが集まる組織、プロ・リーグが改革を主導した。リーグ名称の「ジュピレル・プロリーグ」への統一、ロゴマークの定期的リニューアル等といった商業面の強化に加えて、今季導入されたプレーオフは「リーグ全体のレベルアップ」「リーグの魅力を増加させる」という目的を持っていた。プレーオフ1は優勝を争うトップレベルのチーム同士の対戦を増やして試合の質と注目度をアップさせる事を目指しており、プレーオフ2はヨーロッパリーグ出場権争いの決着を長引かせ多くのチームにチャンスを与えることで、シーズン終盤の盛り上げを狙っている。

### プレーオフ1
レギュラーシーズン上位6クラブが進出する。レギュラー最終勝点を2で割った状態 (奇数の場合は四捨五入で0.5ポイント余分に獲得)でスタートし、ホーム・アンド・アウェー総当たりで対戦。1位はリーグ優勝・CL2010-11出場、2位は同CL出場、3位はEL2010-11出場、4位はプレーオフ2勝者とEL第2出場権を賭けて「ヨーロッパリーグ・プレーオフ」を戦う。

### プレーオフ2
レギュラーシーズンの7位から14位が進出する。勝ち点はゼロからのスタート。これら8クラブを2グループに分けてH&A総当たりで対戦、双方の1位同士がH&Aで対戦し、その勝者がプレーオフ1の4位とELプレーオフを戦う。

### 降格枠[4]
レギュラーシーズン15位：昇降格プレーオフ出場
レギュラーシーズン16位：自動降格

### 順位決定方法[4]
1. 勝ち点
2. 勝利数
3. 得失点差
4. 総得点
5. アウェイゴール数
6. アウェイ勝利数
7. 当該対戦結果

### その他の規定[4]
- イエローカード累積5枚で一試合、累積10枚で二試合、累積15枚で三試合出場停止。
- 警告2枚での退場は次の試合に出場停止。
- 一発退場への処分決定および異議申し立て期間は一週間以内。その一週間以内に次の試合があれば、その試合に出場停止となる可能性もある。
- レギュラーシーズン終了からプレーオフ終了までベルギー人・外国人選手とも移籍を禁じる。
- 各クラブはベルギー国内で育成された選手を最低6人出場させなくてはならない。

## 出場クラブ
| 名前                            | クラブ番号 | ホームタウン       | ホームスタジアム                           | 監督                           |
| ------------------------------- | ---------- | ------------------ | ------------------------------------------ | ------------------------------ |
| RSCアンデルレクト               | 35         | アンデルレクト     | スタッド・コンスタン・ヴァンデン・ストック | アリエル・ヤーコプス           |
| KFCGBアントウェルペン           | 3530       | アントウェルペン   | キールスターディオン                       | エメ・アンテュエニス           |
| セルクル・ブルッヘKSV           | 12         | ブルッヘ           | ヤン・ブレイデルスターディオン             | グレン・デ・ブック             |
| クルプ・ブルッヘKV              | 3          | ブルッヘ           | ヤン・ブレイデルスターディオン             | アドリー・コスター             |
| RシャルルロワSC                 | 22         | シャルルロワ       | スタッド・デュ・ペイ・ドゥ・シャルルロワ   | ステファン・ドゥモル           |
| KRCヘンク                       | 322        | ヘンク             | クリスタル・アレーナ                       | ヘイン・ヴァンハーゼブルック   |
| KAAヘント                       | 7          | ヘント             | ユレス・オッテンスタディオン               | ミシェル・プロドーム           |
| KVコルトレイク                  | 19         | コルトレイク       | ヒュルデンスポーレンスタディオン           | ジョルジュ・レーケンス         |
| Rスタンダール・ドゥ・リエージュ | 16         | スクレサン         | スタッド・ドゥ・スクレサン                 | ラースロー・ベレニ             |
| KSCロケレンOV                   | 282        | ロケレン           | ダークナムスターディオン                   | アレクサンダル・ヤンコヴィッチ |
| YRKVメヘレン                    | 25         | メヘレン           | アフテル・デ・カゼルネ                     | ペーテル・マース               |
| Rエクセルシオール・ムスクロン   | 224        | ムスクロン         | ル・キャノニエ                             | ミロスラフ・ジュキッチ         |
| KSVルーセラーレ                 | 134        | ルーセラーレ       | スヒールフェルデスターディオン             | デニス・ファン・ヴァイク       |
| Kシント＝トライデンセVV         | 373        | シント＝トライデン | スタイエン                                 | ハイド・ブレプールス           |
| KVCウェステルロー               | 2024       | ウェステルロー     | エト・カイピエ                             | ヤン・クーレマンス             |
| SVズルテ＝ワレヘム              | 5381       | ワレヘム           | レーヘンボーフスタディオン                 | フランキー・ドゥーリー         |

## レギュラーシーズン
| 順 | チーム                            | 試 | 勝 | 分 | 敗 | 得 | 失 | 差  | 点 | 出場権または降格                    |
| -- | --------------------------------- | -- | -- | -- | -- | -- | -- | --- | -- | ----------------------------------- |
| 1  | RSCアンデルレクト (C, O)          | 28 | 22 | 3  | 3  | 62 | 20 | +42 | 69 | プレーオフ1出場                     |
| 2  | クルプ・ブルッヘKV                | 28 | 17 | 6  | 5  | 52 | 33 | +19 | 57 | プレーオフ1出場                     |
| 3  | KAAヘント                         | 28 | 14 | 7  | 7  | 49 | 30 | +19 | 49 | プレーオフ1出場                     |
| 4  | KVコルトレイク                    | 28 | 12 | 9  | 7  | 39 | 30 | +9  | 45 | プレーオフ1出場                     |
| 5  | Kシント＝トライデンセVV           | 28 | 12 | 6  | 10 | 35 | 35 | 0   | 42 | プレーオフ1出場                     |
| 6  | SVズルテ＝ワレヘム                | 28 | 10 | 11 | 7  | 39 | 32 | +7  | 41 | プレーオフ1出場                     |
| 7  | YRKVメヘレン                      | 28 | 12 | 3  | 13 | 36 | 46 | −10 | 39 | プレーオフ2出場                     |
| 8  | Rスタンダール・ドゥ・リエージュ   | 28 | 10 | 9  | 9  | 38 | 34 | +4  | 39 | プレーオフ2出場                     |
| 9  | セルクル・ブルッヘKSV             | 28 | 11 | 5  | 12 | 45 | 40 | +5  | 38 | プレーオフ2出場                     |
| 10 | KFCGBアントウェルペン             | 28 | 9  | 8  | 11 | 30 | 43 | −13 | 35 | プレーオフ2出場                     |
| 11 | KRCヘンク (O)                     | 28 | 8  | 10 | 10 | 33 | 31 | +2  | 34 | プレーオフ2出場                     |
| 12 | KVCウェステルロー                 | 28 | 8  | 8  | 12 | 28 | 34 | −6  | 32 | プレーオフ2出場                     |
| 13 | RシャルルロワSC                   | 28 | 5  | 8  | 15 | 28 | 45 | −17 | 23 | プレーオフ2出場                     |
| 14 | KSCロケレンOV                     | 28 | 5  | 3  | 20 | 22 | 54 | −32 | 18 | プレーオフ2出場                     |
| 15 | KSVルーセラーレ (R)               | 28 | 4  | 6  | 18 | 29 | 58 | −29 | 18 | EXQIリーグ2009-2010昇降格プレーオフ |
| 16 | Rエクセルシオール・ムスクロン (R) | 0  | 0  | 0  | 0  | 0  | 0  | 0   | 0  | EXQIリーグ2010-2011に降格           |

1. ↑  シーズン中に破産したため全対戦結果を取り消し。

## プレーオフ1
|      | 順位 | クラブ                  | 試合 | 勝 | 分 | 負 | 得 | 失 | 差  | 勝点 |
| ---- | ---- | ----------------------- | ---- | -- | -- | -- | -- | -- | --- | ---- |
| 優勝 | 1.   | RSCアンデルレクト       | 10   | 7  | 3  | 0  | 24 | 9  | +15 | 59   |
| CL   | 2.   | KAAヘント               | 10   | 4  | 4  | 2  | 20 | 13 | +7  | 41   |
| EL   | 3.   | クルプ・ブルッヘKV      | 10   | 3  | 3  | 4  | 14 | 15 | −1  | 41   |
|      | 4.   | Kシント＝トライデンセVV | 10   | 3  | 4  | 3  | 9  | 10 | −1  | 34   |
|      | 5.   | KVコルトレイク          | 10   | 3  | 1  | 6  | 9  | 13 | −4  | 33   |
|      | 6.   | SVズルテ＝ワレヘム      | 10   | 2  | 1  | 7  | 7  | 23 | −16 | 28   |

順位表ソース：Voetbalkrant.com

試合結果ソース：Voetbalkrant.com

## プレーオフ2

### グループA
|     | 順位 | クラブ                | 試合 | 勝 | 分 | 負 | 得 | 失 | 差 | 勝点 |
| --- | ---- | --------------------- | ---- | -- | -- | -- | -- | -- | -- | ---- |
|     | 1.   | KVCウェステルロー     | 6    | 3  | 1  | 2  | 12 | 9  | +3 | 10   |
|     | 2.   | YRKVメヘレン          | 6    | 3  | 1  | 2  | 10 | 8  | +2 | 10   |
| EL* | 3.   | セルクル・ブルッヘKSV | 6    | 2  | 1  | 3  | 9  | 12 | −3 | 7    |
|     | 4.   | KSCロケレンOV         | 6    | 1  | 3  | 2  | 12 | 14 | −2 | 6    |

カップ戦優勝のKAAヘントがプレーオフ1でCL出場を決めた為、カップ準優勝のセルクルがその権利を譲渡された。

### グループB
|    | 順位 | クラブ                          | 試合 | 勝 | 分 | 負 | 得 | 失 | 差 | 勝点 |
| -- | ---- | ------------------------------- | ---- | -- | -- | -- | -- | -- | -- | ---- |
| EL | 1.   | KRCヘンク                       | 6    | 5  | 1  | 0  | 12 | 3  | +9 | 16   |
|    | 2.   | Rスタンダール・ドゥ・リエージュ | 6    | 2  | 2  | 2  | 8  | 5  | +3 | 8    |
|    | 3.   | KFCGBアントウェルペン           | 6    | 1  | 2  | 3  | 6  | 12 | −6 | 5    |
|    | 4.   | RシャルルロワSC                 | 6    | 1  | 1  | 4  | 4  | 10 | −6 | 4    |

### グループ間ファイナル
| 2010年5月2日 20:30 |

| KRCヘンク | 2 - 2 | KVCウェステルロー |
|           |       |                   |

| クリスタル・アレーナ 観客数: 18,125 主審: ポール・アレールス |

| 2010年5月7日 20:30 |

| KVCウェステルロー | 0 - 3 | KRCヘンク |
|                   |       |           |

| エト・カイピエ 観客数: 8.200 主審: ヨハン・フェルビースト |

### ELプレーオフ
| 2010年5月13日 20:30 |

| KRCヘンク | 2 - 1 | STVV |
|           |       |      |

| クリスタル・アレーナ, ヘンク 観客数: 22.183 主審: ジェローム・エフォン・エヌゾロ |

| 2010年5月16日 20:30 |

| STVV | 2 - 3 | KRCヘンク |
|      |       |           |

| スタイエン, シント＝トライデン 観客数: 10.747 主審: ヨハン・フェルビースト |

順位表ソース：Voetbalkrant.com

試合結果ソース：Voetbalkrant.com

## 個人成績

### 得点ランキング
プレーオフの導入で各クラブの総試合数が一時的にバラついているため、今季はレギュラーシーズンの得点しか正式集計されなかった。
| 順位 | 選手                     | クラブ                              | 点数 | 試合 | 平均 |
| ---- | ------------------------ | ----------------------------------- | ---- | ---- | ---- |
| 1.   | ロメル・ルカク           | RSCアンデルレヒト                   | 13   | 21   | 0,62 |
| 2.   | ドルジュ・クエマー       | クルプ・ブルッヘKV                  | 11   | 21   | 0,52 |
| "    | イブライム・シディブ     | Kシント＝トライデンセVV             | 11   | 24   | 0,46 |
| 3.   | ダヴィド・ヤンチュク     | KSCロケレンOV KFCGBアントウェルペン | 10   | 20   | 0,50 |
| "    | ミラン・ヨヴァノヴィッチ | Rスタンダール・ドゥ・リエージュ     | 10   | 22   | 0,45 |
| "    | テディ・シュヴァリエ     | SVズルテ＝ワレヘム                  | 10   | 23   | 0,43 |
| 4.   | シリル・テレオー         | RシャルルロワSC                     | 9    | 24   | 0,38 |

ソース:Voetbalkrant.com